# Облога Галича (1233)
Обло́га Га́лича (1233) — епізод боротьби за Галич між Данилом Романовичем Галицьким та угорцями в ході війни за галицько-волинську спадщину Романа Мстиславича.

## Передумови
У 1227 чи 1228 році на Пороссі помер колишній галицький князь, Мстислав Мстиславич Удатний. Перед своїм від'їздом з Галичини він заповів цю землю своєму зятеві, угорському принцу Андрію (Андрашу) Андрійовичу. Данилові і Васильку Романовичам в цей час вдалось об'єднати більшу частину Волині під своєю владою — крім Володимирської волості та Берестя, якими вони володіли ще з 1210-х років, Романовичі отримали ще й Луцьку землю після смерті місцевого князя Мстислава Німого.
Данилові вдалось відбити коаліцію з руських князів, яка пішла в похід проти нього та помогти своєму союзнику, Конраду Мазовецькому у міжусобній боротьбі. Укріпивиши своє положення, на початку 1230 року Данило здобув Галич, проте надовго у місті йому закріпитись не вдалось, бо опозиційні бояри та белзький князь, Олександр Всеволодович, покликали угорців, які скоро опанували Галичину, посадили у Галичі угорського принца Андрія та навіть пішли походом на Волинь. У 1232 угорці обложили у Володимирі Данилового боярина, Мирослава, який капітулював та визнав угорський суверенітет над Галицькою землею, проте Данило, який в цей час воював на Київщині, не визнав цього миру й далі боровся за Галич.
Взимку 1232/1233 Андрій Андрійович продовжив боротьбу з Романовичами, пішов у новий похід на Волинь, проте був розбитий Романовичами під Шумськом.

## Облога
Після успішної битви з угорцями під Шумськом Данило перейшов у наступ і того ж 1233 року разом з союзниками — Володимиром Рюриковичем Київським, Ізяславом Мстиславичем та половцями взяв в облогу Галич. Літописець повідомляє, що коли Данило підійшов до Галича, значна частина місцевого боярства на чолі з Доброславом та Глібом Зеремійовичем перейшла на його сторону. У місті залишилися тільки Судислав з союзними боярами та Андрій Андрійович.
Обложені війська вирішили оборонятись до останнього попри нестачу продовольства, Данило ж разом з союзниками вирішив чекати, поки замерзне Дністер, щоб спокійно перейти по кризі. В цей час Судислав, щоб послабити Данила, розпочав таємні переговори з белзьким князем Олександром Всеволодовичем та запропонував йому стати галицьким князем якщо він зрадить Данила. Олександр погодився на це, проте йому не вдалось проникнути до міста та він був змушений відступити.
Облога тривала понад 9 тижнів і вирішилася раптово — королевич Андрій помер від голоду. Після цього більшість бояр перейшли на сторону Данила, а непримиримий Судислав разом з угорською залогою виїхали до Угорського королівства. Таким чином приблизно в грудні 1233 року Данило Романович здобув Галич і відновив свою владу в Галицькому князівстві.

## Наслідки
Проте і цього разу Романовичам не вдалося надовго затриматись в Галицькій землі. У 1234 році Данило втрутився в усобицю за Київське князівство на боці свого союзника, Володимира Рюриковича. Навесні 1235 року союзники обложили в Чернігові князя Михайла Всеволодовича, проте невдовзі відступили. Влітку 1235 року під Торчеськом Данило потрапив у засідку, організовану князем Ізяславом і половцями, був розбитий та відступив до Галича. Недовго затримавшись у місті, Данило вирушив в Угорщину де взяв участь у коронації нового короля, Бели IV, а Василько Романович із залогою пішов з Галича, почувши про те, що Ізяслав з половцями вирушили воювати Волинь.
У цей час опозиційні Данилові бояри піднялись та покликали на князювання чернігівського князя Михайла Всеволодовича. Останній, перед тим здобувши Київ, у якому сів князь Ізяслав Мстиславич, зібрав значну коаліцію, до якої, окрім Ізяслава та половців, увійшли й колишні союзники Данила, Конрад Мазовецький і Бела IV Угорський, та сів у Галичі.